# HD 47240
HD 47240，又名BD+05 1334，SAO 114162、HR 2432，是一颗恒星，视星等为6.15，位于銀經206.98，銀緯-0.75，其B1900.0坐标为赤經6h 32m 33.8s，赤緯+5° -0.75′ 31″。